# Mireille Larroche
Pour les articles homonymes, voir Larroche.
Mireille Larroche née le 21 janvier 1953 est une metteuse en scène et directrice artistique de théâtre française.

## Biographie
Très jeune elle se passionne pour le théâtre, entre autres à l'École Alsacienne où elle reçoit une première formation solide et passionnante. Après des études de philosophie et une licence de français, elle devient assistante stagiaire pendant un an d'Ariane Mnouchkine, puis assistante de José Valverde et de Mehmett Ulussoy.
Elle crée en 1975 avec Jean-Paul Farré la Péniche Théâtre, dont elle assure la direction artistique. Elle y monte Beckett, Dubillard, Pinter et, en 1980, Mahagonny de Brecht et Weill, au Théâtre de Saint-Denis (direction René Gonzales).
En 1982, elle crée la Péniche Opéra dont elle est la directrice artistique depuis l'origine, et metteuse en scène. Elle monte dans le cadre de la Péniche des spectacles atypiques, originaux, inventifs, toujours différents... Georges Aperghis, Pascal Dusapin, Claude Prey, Jacques Rebotier, Bernard Cavana, Michèle Reverdy, Gérard Pesson, Régis Campo, Vincent Bouchot, Guy Reibel, Charles Chaynes, soit plus de 50 compositeurs d'aujourd'hui. Elle y développe aussi un répertoire de musique ancienne et baroque : Banchieri, Monteverdi, Campra, Boësset, Charpentier, Grétry... ; le répertoire français du XIXe siècle : Adam, Lecocq, Bizet, Hervé, Rossini, Berlioz ; le répertoire du XXe siècle : Arnold Schönberg, Frank Martin, Kurt Weill, Benjamin Britten, Marc Honegger. Elle quitte la structure en 2014.
Parallèlement à son travail à la Péniche Opéra, Mireille Larroche a monté La Périchole au théâtre d'Ajaccio, Les Noces de Figaro à l'Opéra de Nice, Le Xe anniversaire des Arts Florissants à l'Opéra-Comique, Sémiramis de Cesti au Festival d'Innsbruck, Le Mariage forcé de Charpentier à Versailles, La Bohème de Puccini à l'Opéra-Comique, à l'Opéra de Montpellier, de Liège, de Tours, de Marseille et d'Avignon, Werther de Massenet à l’Opéra de Tours et de Toulon et, en 2003, Les Divertissements de Versailles avec Les Arts Florissants au Théâtre des Champs-Élysées, L'Enfant et les Sortilèges et L'Heure espagnole de Maurice Ravel à Limoges et Lucia di Lammermoor de Donizetti à l’Opéra de Liège et de Toulon, Madame Butterfly de Puccini à l'Opéra d'Avignon, en 2004 Ariane à Naxos de Richard Strauss à l'Opéra de Toulon.
Depuis 2000, elle est professeur d'art lyrique à l’École normale de musique de Paris, salle Cortot.
En 2006 elle monte Werther de Puccini à l'Opéra d'Avignon, Les Planètes de Gustav Holst pour l'Orchestre de Paris à Mogador, La Poule noire et Rayon des soieries de Manuel Rosenthal à l'Opéra d'Avignon, en 2007 Ariane à Naxos à l'opéra de Limoges et de Metz, Lucia di Lammermoor à l'Opéra de Liège, Madame Butterfly aux Chorégies d'Orange.